# کاروان عثمان

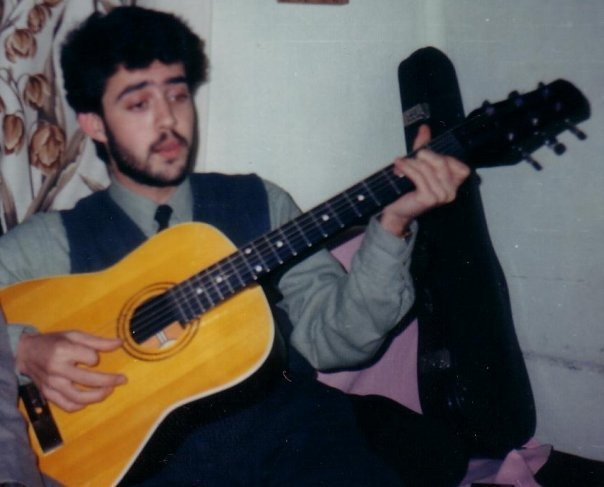

کاروان عثمان توفیق (١٠ تیر ١٣۴۶\۱ ژوئیه ۱۹۶۸ – ٧ مهر ١٣٧٠\۲۹ سپتامبر ۱۹۹۱) خواننده و نوازنده کُرد بود. در سال ١٣٥٩ وارد دنیای موسیقی شد و با ویولن شروع کرد و بعدها به عود روی آورد. در سال ١٣٦٦، در جشنواره‌ای در عراق مقام اول عود را کسب کرد. سرانجام گیتار را به دست گرفت و بیشتر آهنگ‌هایش را با آن ضبط کرد. اولین آهنگ او «یه اه‍» (بیا پیشم) بود که در سال ١٣٦٥ برای تلویزیون ضبط شد، آهنگساز محمد ماملی و ترانه‌سرای آن سیروان حمه رشید بود. در ٢١ آذر ١٣۶٨ دستگیر و در ٧ مهر ١٣٧٠ در زندان ابوغریب بغداد اعدام شد.